# 군지 리쿠
군지 리쿠(일본어: 郡司 璃来, 2005년 8월 3일~)는 일본의 축구 선수이다.

## 구단 경력
그는 2024년 J2리그의 시미즈 에스펄스에 입단했다. 2024년 J2리그 우승으로 J1리그로 승격했다.